# Die Musterschüler
Die Musterschüler ist ein Roman des Vorarlberger Schriftstellers Michael Köhlmeier, der 1989 im Piper Verlag veröffentlicht wurde. Die psychologische Romanstudie ist eine Parabel über die Entstehung gemeinschaftlicher Gewalt und beschreibt ähnlich wie der Roman Die Welle den vermeintlichen Gruppenzwang, die latente Bereitschaft zur Gewalt und das Thema Schuld, Vergessen, Verdrängung und Beschönigung bereits längst vergangener Geschehnisse im Jahr 1963.
Die beeindruckende Schulgeschichte wird in Dialogform in einer Art Interview mit ständigen Zwischenfragen, zwischen zwei dem Leser unbekannt bleibenden Personen abgehandelt, wobei die befragte Person einer der vor fünfundzwanzig Jahren agierenden Vierzehnjährigen ist, der zur Aufarbeitung sämtliche damaligen Beteiligten, sofern er ihren Verbleib ermitteln konnte, aufgesucht hatte. Der Name des Erzählers wird nie erwähnt und bleibt somit unbekannt – im Gegensatz zu allen anderen Agierenden.

## Handlung
In einem katholischen Jungeninternat in Vorarlberg mit strengen Regeln, geführt von Mönchen, werden die Schüler im Gymnasium des Ortes unterrichtet. Sie besuchen diese Schule gemeinsam mit ortsansässigen Schülern, Fahrschülern, Jungen eines anderen, noch strengeren katholischen Heimes sowie eines vornehmen, teuren Heimes. In Parallelklassen werden auch Mädchen unterrichtet.
Die Schüler der unteren drei Gymnasialklassen sind beisammen in einem Schlafsaal, immer beaufsichtigt von einem Schlafsaal-Capo aus einer der höheren Klassen, der regelmäßig wechselt. Nebenbei erwähnt wird, dass dieser jugendliche Aufseher die Jungen sehr unterschiedlich behandelt – der Netteste von ihnen liest den Kleinen vor, der Schlimmste missbraucht sie einzeln zu sexuellen Spielchen.
Um zu Kurzferien übers Wochenende nach Hause fahren zu können, ist erst die Hürde einer Lateinprüfung zu packen, die der Präfekt am Tag zuvor ansetzt.
Für die dritte Klasse, in der Gebhard Malin ist, fallen die Ferien aus – aufgrund eines kleinen dummen Streichs, für den die gesamte Klasse bezahlen muss: Am Vorabend der Lateinprüfung spielt der Präfekt den Schülern der unteren drei Klassen auf der Flöte vor und diese müssen sein Spiel mit möglichst gedrechselten Worten beschreiben. Diejenige der Klassen, der dies am besten gelänge, käme am nächsten Tag als erstes dran mit der Prüfung und kann dadurch auch als erstes packen und zu den Eltern heimfahren. Die Drittklässler kommen nun auf die dumme Idee, dass Klassenclown Ferdi Turner furzen solle.
Derlei Dinge können bei dem sehr launischen Präfekten, der dem Alkohol nicht abgeneigt ist, manchmal gut ausgehen und diesen amüsieren. An diesem Abend jedoch geht der Dummejungenstreich total daneben. Er fasst es als schlechte Kritik an seinem Flötenspiel auf und prüft sie am kommenden Tag überhaupt nicht.
Ausbügeln können sie das Vergehen nur endgültig, indem sie drei Wochen Lateinstrengstudium im Heim durchziehen, ohne Ausgang und zum Großteil, ohne ein Wort zu reden. Drei Wochen später ist eine Lateinklausur im Gymnasium angesagt. Dann soll die Kollektivstrafe aufgehoben werden.
Alle wirken nach der samstäglichen Klausur guten Mutes, zumindest scheint es so und eine Woche darauf, nach der Verteilung der benoteten Schularbeitshefte, stellen sie fest, dass von den sieben Drittklässlern sechs ein Sehr-gut haben, davon drei sogar mit einem Kommentar und nur Gebhard, der überdurchschnittliche Lateinschüler, hat seltsamerweise eine glatte Fünf. Er hat als Letzter abgegeben und trotzdem nur ein paar der gestellten Fragen beantwortet.
Nach dem Essen ruft der Präfekt, nach Einsichtnahme in die Hefte, alle sieben ins Studierzimmer und verkündete den eine Belohnung Erwartenden, dass keiner von ihnen bis Weihnachten nach Hause fahren oder Besuch erhalten dürfe, zudem für den nächsten Tag das Essen gestrichen sei, sie zusätzliches weiteres Strengstudium in Latein zu absolvieren hätten. Weiters hätten sie zu beweisen, dass sie doch eine Gemeinschaft seien. Laut des während des ganzen Buches interviewten Ex-Schülers bzw. Erzählers, dessen Name als einziger nicht bekannt ist, sagt er: „Züchtigt ihn“ zu den Jungen. Trotz seiner Strenge und Härte und manchmal seltsamer Spielchen habe er derlei noch nie zuvor von sich gegeben. Die Diskussion der Jungen über die Strafe oder auch Nichtstrafe für Gebhard (wie zuerst zum Teil plädiert wird) dauert den ganzen Nachmittag über an und die Stimmung wird mehr und mehr aufgeschaukelt und gereizt, Missverständnisse entstehen und keiner will das Gesicht vor den anderen verlieren und als Feigling und Drückeberger dastehen. Die letztendlich festgesetzte Strafe in Form von Klassenprügeln erhält Gebhard für unzählige Kleinigkeiten – arrogantes Benehmen, Eifersucht wegen eines Mädchens etc. Ihr Opfer Gebhard Malin werfen sie anschließend in den Fensterschacht, dieser befindet sich beim Kellerfenster, neben dem unteren Studiersaal und schütten ihm noch Sand auf das Gesicht, um es nicht mehr zu sehen.
Gegenüber der Krankenkasse gibt später der überforderte Leiter des Heimes, der Rektor, an, dass Malin unglücklich über die Stiege hinunter gefallen sei. Der Rektor, der nur allzu gerne dem Rotwein zuspricht, ist von der ganzen Angelegenheit wie immer überfordert. Seine Aussage erfährt der Klassensprecher der Sieben, Manfred Fritsch, vom Freund Malins, dem 1956 nach Wien geflüchteten Ungarn Arpad Csepella. Der Viertklässler Csepella konnte bei der Angelegenheit Gebhard Malin nicht zu Hilfe kommen, da er selbst an diesem Wochenende in der Krankenstation des Heimes gewesen war.
Gebhard ist so schwer verletzt, dass erst fraglich ist, ob er jemals wieder gesund wird – und ob er jemals wieder sprechen kann. Im Krankenhaus besucht wird er lediglich von Arpad Csepella und seiner Freundin Veronika, einer sechzehnjährigen Serviererin in einem Café, in die auch Franz Brandl und der Erzähler beide verliebt sind und durch die zwischen den beiden feindliche Rivalität auftaucht. Auch von keinem der drei Mönche des Heimes wird er besucht.
25 Jahre danach wird die Klasse vom Erzähler befragt, wie es damals zur grausamen Prügelei von Gebhard Malin kommen konnte, und dieser schildert es dann einer unbekannten Person, die ihn diesbezüglich befragt bzw. verhört. Er hatte in den letzten beiden Jahren nach seiner Scheidung die anderen Mitschüler – bis auf Gebhard – aufgesucht und sich zumindest einmal mit jedem einzelnen über die damalige Zeit unterhalten.
Keiner weiß mehr genau, wer damit angefangen hat. Jeder der nun Erwachsenen redet sich seine eigene Schuld klein, oder behauptet sogar wie Edwin Tiefentaler, der Bürgermeisterssohn und nun unter anderem dank seiner guten Heirat wohlbestallte Steuerberater, sich nicht mehr erinnern zu können bzw. sich kaum noch daran erinnern zu können. Keiner wollte damals der Rädelsführer gewesen sein.
Auch der Erzählende selbst versucht, sich rein zu waschen. Während der damaligen Beratschlagung hinsichtlich der Strafe – ob diese nur ein Herumschupfen sein sollte oder sie nur so tun, als ob sie ihn verprügelt hätten etc. – wäre ein Anruf für ihn gekommen, und er wäre beim Portier gewesen und habe mit seiner Tante telefoniert, die bei seinen Eltern auf Besuch war, und diese fragte, ob er heim dürfe, da sie ihn gerne sehen würde, und als er im Studierzimmer zurückgekommen sei, wäre alles schon beschlossene Sache gewesen.
Dazwischen schweift der Erzähler immer wieder ab vom Geschehen, es werden Geschichten aus ihrer aller Kindheit im Internat erzählt, seine erste Liebe, kleine Heimlichkeiten und Lügen ...
Ein paar der ehemaligen Klassenkameraden hatten sich – auf Wunsch und Organisation von Lässer, demjenigen, der als Erster für richtige Prügel gewesen ist und damals das „Engelchen“ genannt wurde aufgrund seiner blonden Löckchen und seines zarten, unschuldigen Aussehens – im Heimatort Malins getroffen; dessen Familie war hier aber nicht mehr ansässig und das Elternhaus inzwischen zu einem Hotel umgebaut.

Nach seinem Krankenhausaufenthalt war Gebhard nur noch bis zu den Weihnachtsferien im Heim. Gebhards Eltern wurden vom Rektor aufgesucht, dass der Junge untragbar für das Heim sei, eine Zumutung für die anderen Schüler. Arpad, der von der Sozialfürsorge aus in dieses Internat gekommen war, wurde von seinem Onkel abgeholt, dessen erste Frage war, wen der Junge denn umgebracht habe. Die beiden Jungen kamen nach den Weihnachtsferien nicht mehr zurück.
Keinem der Beteiligten ist der Verbleib von Veronika Tobler, Gebhard Malin und Csepella Arpad bekannt. Nach Veronika hatte der Erzähler sich einmal im Café, in dem sie gearbeitet hatte, erkundigt, man konnte oder wollte ihm jedoch keine Antwort geben, wo sie geblieben sei. 

Nachdem der Erzählende durch Zufall am Tag der „Tat“ herausfindet, dass die drei nach Südamerika ausreisen wollen, liegt für ihn später die Vermutung nahe, dass sie es vielleicht auch getan haben.

## Bibliographische Angaben
- Michael Köhlmeier: Die Musterschüler. Piper, München 1989, ISBN 3-492-03370-9. (Taschenbuchausgabe 2009 bei dtv, ISBN 978-3-423-13800-0.)